# Kassakou
Kassakou è un arrondissement del Benin situato nella città di Kandi (dipartimento di Alibori) con 9 750 abitanti (dato 2006).